# Бойчук Михайло Львович
Михайло Бойчук (1882—1937) — український художник, засновник «бойчукізму», національного мистецького стилю, що поєднував візантійські традиції з європейськими новаціями та українським народним мистецтвом. Бойчук прагнув створити мистецтво для всіх, яке б оточувало людей: від будівель до посуду, від книг до меблів. Хоч його творчість не суперечила ідеалам революції 1917 року, влада вважала його школу шкідливою і розстріляла художника разом з дружиною та учнями у 1937 році. Ідеї Бойчука збереглися завдяки його учням, «бойчукістам», які стали вчителями наступних поколінь. Член Наукового товариства імені Шевченка (1912), Українського наукового товариства (1917). Один із засновників монументального мистецтва України XX століття. Представник Розстріляного відродження.
Брат художника Тимофія Бойчука, батько журналістки Ганни Бойчук-Щепко.

## Життєпис

### Ранні роки
Соціолог В. Старосольський за метричним записом у церковній книзі встановив точну дату народження митця — 30 жовтня 1881 року. Його рідне село Романівка — глухий закуток за 18 кілометрів від Теребовлі.
Батько — рільник, підписував свої листи Лев або Левонтій. Мати — Ганна, дочка Андрія. Після її смерті (9 квітня 1907 р.) батько одружився вдруге. Від першого шлюбу він мав дітей Михайла, Івана, Дмитра, Марію, Тимка, Катерину та Юлію, від другого — Олену й Розалію. Родина посідала 14 моргів поля. Хата згоріла після війни, і згодом її розібрали, — разом із нею пропали ранні малюнки Михайла.
1898 року майбутній митець прибув до Львова для навчання в малярській школі. Навчався в студії Юліана Панькевича у Львові.
Підтриманий Науковим товариством ім. Т. Шевченка на чолі з М. Грушевським (з 1912 року сам стає членом товариства), на кошти НТШ і митрополита Андрея Шептицького він навчався у Віденській академії мистецтв, потім — у Леона Вичулковського в Краківській.
Закінчивши академію із срібною медаллю, поїхав вчитися до Мюнхенської академії, потім на кілька років — до Парижа, де він стає одним із засновників української громади. Вивчаючи досягнення світової культури, художник водночас заглибився у народне примітивне мистецтво.

### Відвідини Парижа
Опинившись 1908 року в Парижі — столиці тодішнього мистецького життя Європи — М. Бойчук в оригіналах вивчає творчість Сезанна, Ренуара, ознайомлюється з Пікассо. Ці майстри остаточно ствердили його сумніви щодо академічної рутини офіційної школи. Вони приваблюють його аналізом художньої культури сучасного й минулого, а також простого й виразного мистецтва примітиву. Разом з тим Бойчука не захоплюють індивідуалістські, роз'єднані формальні пошуки. Саме в Парижі у нього «виникла думка зробити мистецтво добром, надбанням народних мас». М. Бойчук замислюється над вагою колективності в мистецтві (йшлося не лише про колективність сприймання, щоб твори стали колективною власністю, а й про колективну творчість). Так він прийшов до ідеї монументалізму.
Своїх послідовників, а потім і учнів Бойчук переконував:
|  | Не бійтеся втратити свою індивідуальність. Хто краще працює, до того приглядайтесь. Не треба боятись запозичувати у іншого, треба намагатися зробити краще. Індивідуальність сама виявиться, коли майстер визріє. |

Група митців, так званих «бойчукістів», що утворилася під його началом (Микола Касперович, Софія Бодуен-де-Куртене, Софія Налепинська), свідомо пішли на авторське самозречення, працюючи колективно.
Студіюючи в Парижі історію мистецтв, художники невдовзі прийшли до орієнтації на Візантійське мистецтво й мистецтво Київської Русі, вбачаючи у ньому вершинні явища художньої творчості (М. Бойчук прагнув саме на таких засадах почати відродження нового українського мистецтва). Разом, у паризькому «Салоні незалежних», вони почали й виставлятись під спільним гаслом «Відродження візантійського мистецтва». 1909 року він засновує тут майстерню неовізантійського мистецтва, яка стала початком його творчої школи.
Про чергову таку виставку, в якій взяли участь понад дві тисячі авторів, петербурзький елітарний журнал «Аполлон» 1910 року писав:
|  | Серед анархії й вакханалії, що панують на виставці Незалежних, у дружніх засиллях цієї (тобто Бойчукової) тісної групи відчувається щось серйозне й велике — туга за монументальним стилем, за анонімною й колективною творчістю, за живописом як професійною таємницею артизанів (художників) і ченців. |

У Парижі Михайло Бойчук одружився із Софією Налепинською. У 1910—1911 роках він бував також в Італії, де вивчав твори монументального мистецтва, передусім періоду проторенесансу, опановував різні технічні прийоми в темпері та фресці.

### Повернення
У 1911—1912 роках Михайло Бойчук проживав у Львові. Працював над монументальними розписами у м. Ярослав (нині Польща), реставрував ікони в Національному музеї у Львові, розписав церкву монастиря монахинь Василіянок у с. Словіта (нині Золочівського району Львівської області), намалював ікону «Покрова Богородиці», автопортрет та ін. На запрошення Російського археологічного товариства провів реставраційні роботи в храмі в с. Лемешах Чернігівської губернії (1912—1914).
Під час Першої світової війни Бойчука разом з його молодшим братом Тимком як австрійських підданих росіяни заслали в Арзамас, де довелося зазнати напівголодного існування. А коли в Києві заходились організовувати Українську академію мистецтв (1917), з-поміж найчільніших митців тодішньої України на її професора обрали Михайла Бойчука. Тож з 1917 року він працює у Києві. Реставрував кілька творів у збірці Богдана Ханенка, брав участь у мистецькому конкурсі Експедиції заготовок державних паперів. Також запропонував метод закріплення фресок у хрещальні Софійського собору (1919), 1924 року відкрив фрескові розписи в Успенському соборі Єлецького монастиря в Чернігові.
З того ж 1924 року він — професор Київського художнього інституту. Михайло Бойчук узяв участь у монументальній пропаганді, очолив перші державні майстерні. Його група розписала агітпароплав «Більшовик», Луцькі казарми в Києві (1919), оформляла свято 1 травня 1919 року, декорувала Київський оперний театр під час першого Всеукраїнського з'їзду представників волосних виконкомів (1919), навесні 1921 року на запрошення уряду УРСР оформив приміщення Харківського оперного театру, де відбувся п'ятий Всеукраїнський з'їзд Рад, працював на Всесоюзній сільськогосподарській виставці 1923 року, виконав близько двадцяти портретів кооперативних і державних діячів на повний зріст для Київського кооперативного інституту, зробив розписи санаторію ім. ВУЦВК на Хаджибейському лимані в Одесі (1928), Червонозаводського театру в Харкові (1933—1935).
У своїх творчих пошуках М. Бойчук був близький із мексиканським митцем Дієго Ріверою. Крім того, з 1909 року М. Бойчук працював у галузі графіки. Відомі обкладинки для Товариства прихильників українського письменства і науки (Львів, початок XX ст.), плакати «Шевченківське свято» та «Несіть подарунки Червоній Армії» (обидва з 1920). Разом з учнями він виконав серію обкладинок для черкаського видавництва «Сіяч» (1918, друкувалися за підписом «Робітня Бойчука» та анонімно), а також є автором ряду станкових творів «Збори жіночого активу» (1929), портретів Б. Лепкого та С. Жеромського (початок XX ст.), театральних декорацій для постановок «Молодого театру» в Києві («Йоля» Ю. Жулавського, «Чорна Пантера і Білий Ведмідь» В. Винниченка — обидва 1918 року), ескізів багатофігурного гобелена «Обжинки» (1935).

### Асоціація революційного мистецтва України
Наприкінці 1925 року в Києві було засновано Асоціацію революційного мистецтва України (АРМУ), що об'єднувала бойчукістів. АРМУ пропагувала впровадження мистецтва в побут, поєднання його з життям, заперечувала натуралістичний реалізм. Бойчукісти прагнули до національної своєрідності українського мистецтва. Ці ідейно-художні принципи не вкладалися в канонізовані рамки «радянського мистецтва», викликали з боку «войовничих соціалістів» звинувачення у спотворенні образів радянських людей, соціалістичної дійсності. До того ж ще дошкуляла недоброзичливість інших митців, продиктована групівщиною. Останнє змусило Михайла Бойчука 1931 року залишити Київ.
Спочатку Бойчук викладав у Ленінградській академії мистецтв, був керівником кафедри композиції АМ, а вже 1932 року повертається в Україну — в Харків.
| | Український фашизм намагається представити мене як одного з проводирів «українського національного стилю» в мистецтві. Я не ставив собі завдання створювати «національний український стиль», я завжди дивився так, що образотворче мистецтво є інтернаціональна мова, яка не потребує перекладачів. |
| — Доповідь Михайла Бойчука на першому пленумі Оргбюра Спілки радянських художників і скульпторів УСРР. 27 листопада — 2 грудня, 1933 р. Харків. | |

### Трагічний фінал
У листопаді 1926 — травні 1927 Бойчук разом із дружиною Софією Налепинською-Бойчук, учнями Іваном Падалкою та Василем Седляром мали творчу подорож до Німецької держави, Французької республіки, Королівства Італія. Поїздка за кордон стала однією з формальних підстав для їхнього арешту та звинувачення у «шпигунстві» й участі в «контрреволюційній організації».
25 листопада 1936 року органи НКВС заарештували Михайла Львовича Бойчука, а 13 липня 1937 року в Києві разом з його талановитими учнями Іваном Падалкою та Василем Седляром розстріляли.
Софію Налепинську-Бойчук стратили 11 грудня 1937 року також як «шпигунку» і «дружину керівника націоналістичної терористичної організації серед художників». Долю цих чотирьох розділила більшість учнів Михайла Бойчука.

## Посмертна доля
Сучасників М. Бойчука дивувала його свідома відмова від участі у виставках. Він же не бачив у цьому потреби, вважаючи, що призначення фресок монументалістів — громадські будівлі й широкі майдани, де вони «експонуються» постійно.
Всі фрески Бойчука були терміново заштукатурені після арешту художника. Вже 1952 року згідно з наказом № 2115 Комітету в справах мистецтв фрески були вилучені з Національного музею Львова і знищені. У підвалі Львівської бібліотеки АН УРСР серед «ідейно шкідливих» експонатів загинуло і 14 творів М. Бойчука: «Милосердя», «Сон», «Богородиця з дитям», «Біля криниці», «Письменниця» та інші. Проте вдалося зберегти деякі твори Михайла Бойчука завдяки львівській художниці Ярославі Музиці, яка з 1914 року (коли М. Бойчук вимушено залишив Львів, покинувши картини у своїй майстерні) зберігала твори митця та його невеликий, але значної наукової вартості архів. З погляду монументаліста те, що ми можемо бачити зараз у натурі, — лише ескізи, підготовчі начерки до іншого — більшого й барвистішого.
Але працю Михайла Бойчука не можна міряти лише кількістю творів (чи створених, чи лише збережених). Крім творів живопису, графіки він виступив як новатор-монументаліст, що створив свою школу в монументальному малярстві, колектив однодумців і послідовників (над розписом приміщень 4 поверхів Луцьких казарм у Києві 1919 р. працювали близько 200 художників).
«Навіть на інші, дужчі індивідуальності Бойчук потрафив вплинути так, що головні напрямки сучасного українського мистецтва пішли майже без винятку шляхом монументалізму», — так оцінював роль і значення творчого пошуку цього митця відомий графік і художній критик Павло Ковжун.
М. Бойчук підготував плеяду учнів, з яких Тимофій Бойчук (брат Михайла Львовича), Кирило Гвоздик, Антоніна Іванова, Сергій Колос, Оксана Павленко, Іван Падалка, Олександр Мизін, Василь Седляр, Микола Рокицький, Онуфрій Бізюков, Віра Бура-Мацапура (так звані бойчукісти) втілили його творчі ідеї також у кераміці, тканині, книжковій графіці тощо.

## Зображення

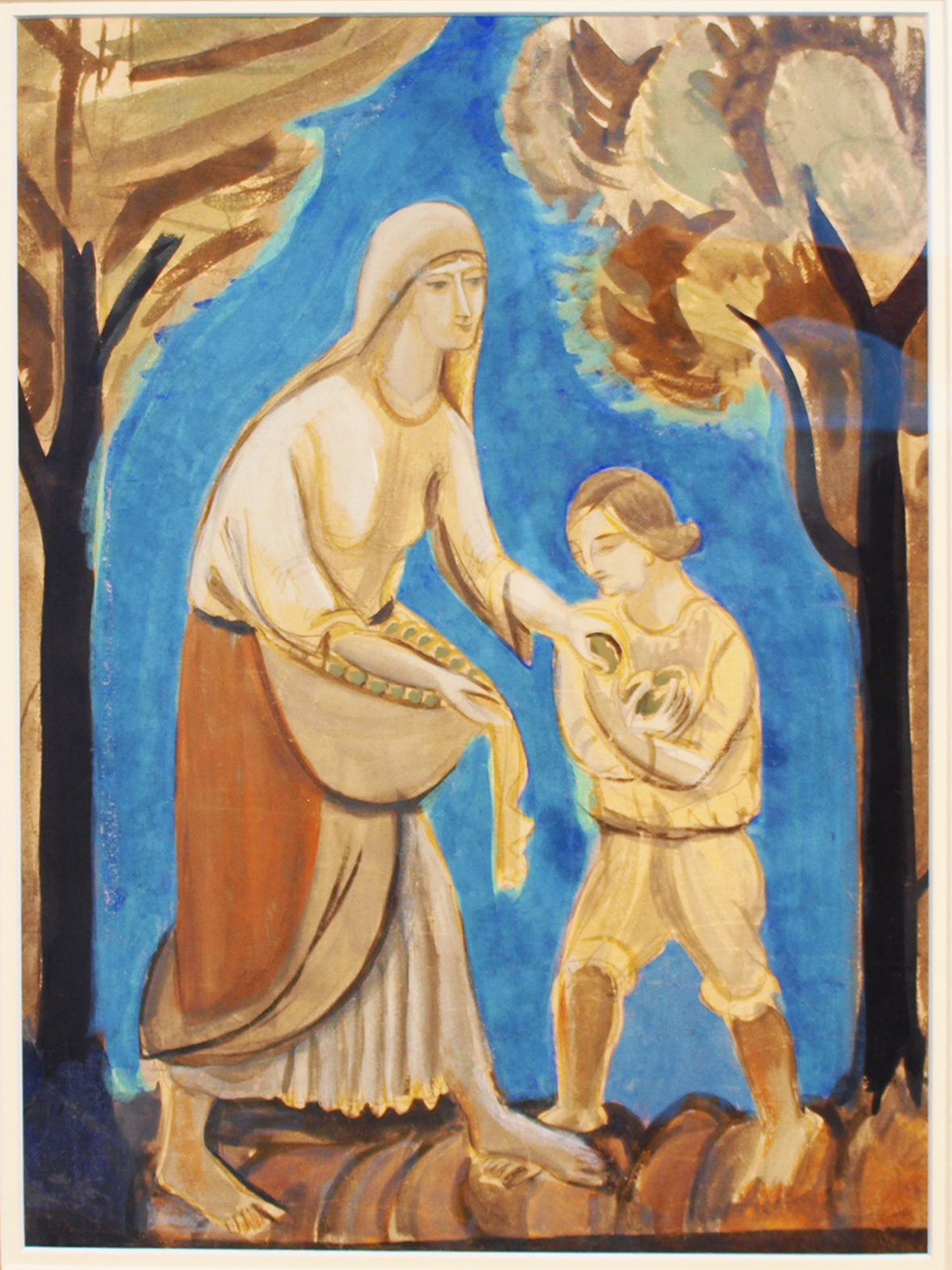
Урожай. Початок 1910-х
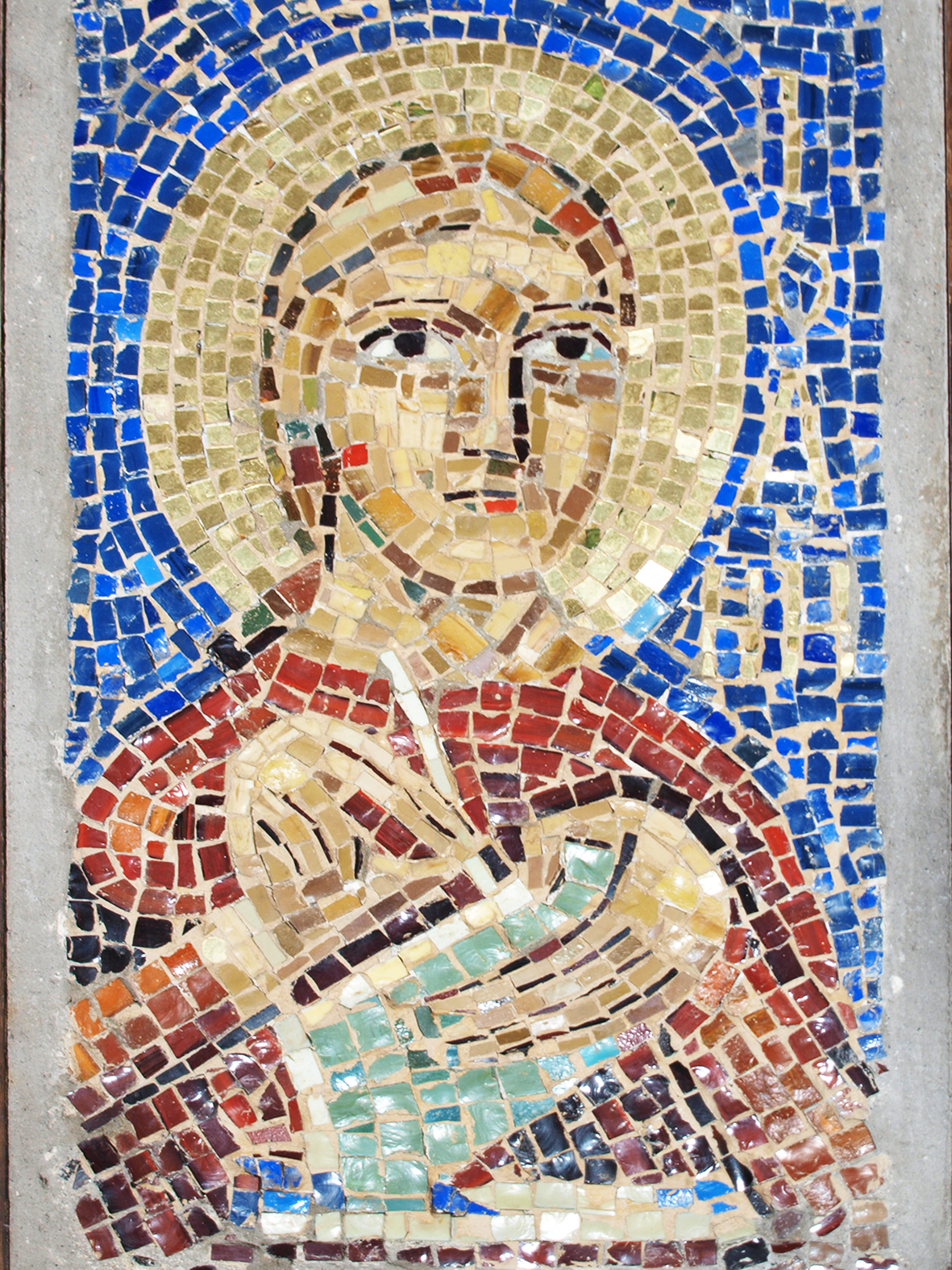
Мозаїка Святий Іоанн, 1910
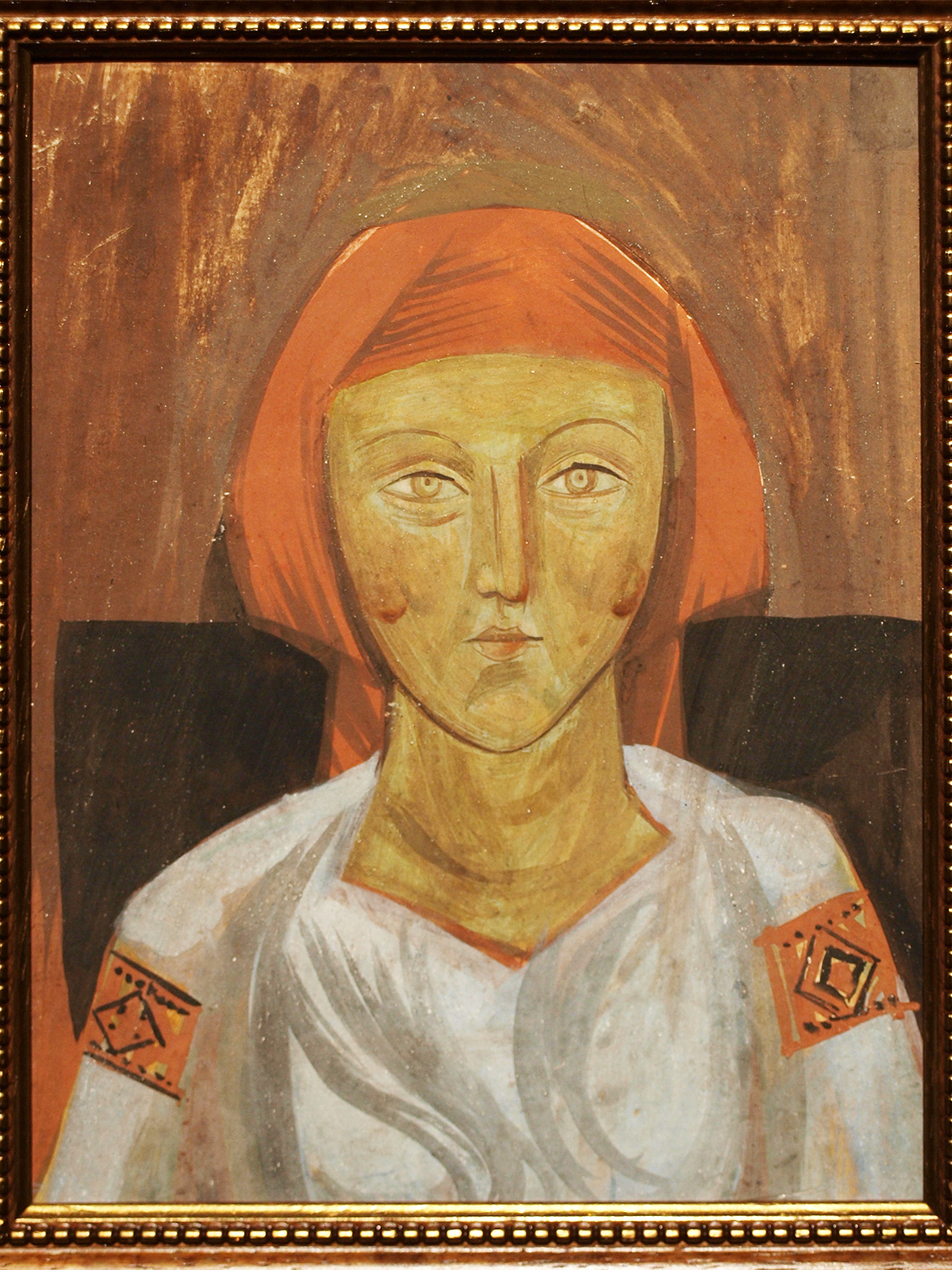
Українка, поч. 1910-х
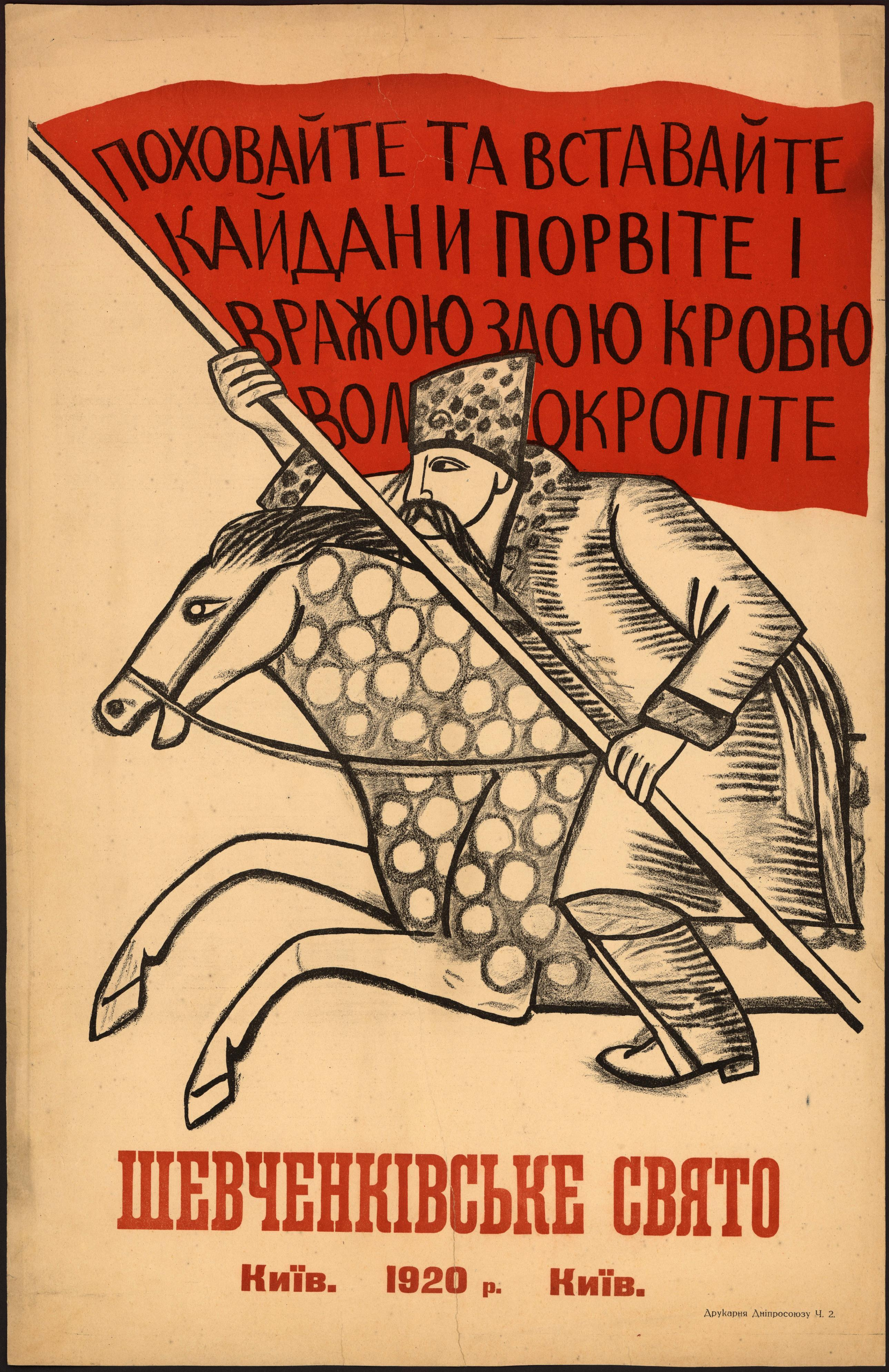
Шевченківське свято, 1920
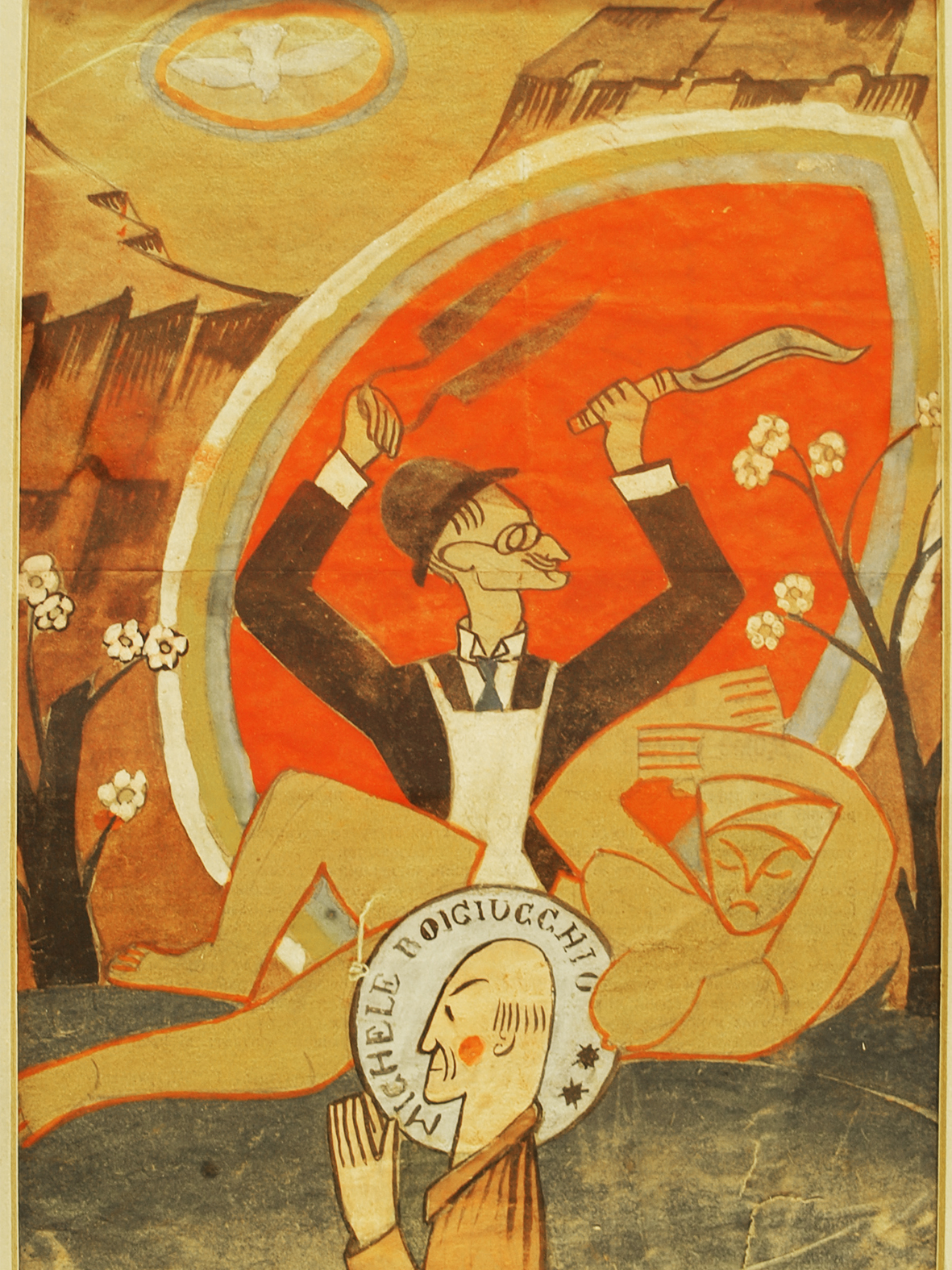
Карикатура на професора М. Бойчука
Портрет Михайла Бойчука роботи Охріма Кравченка
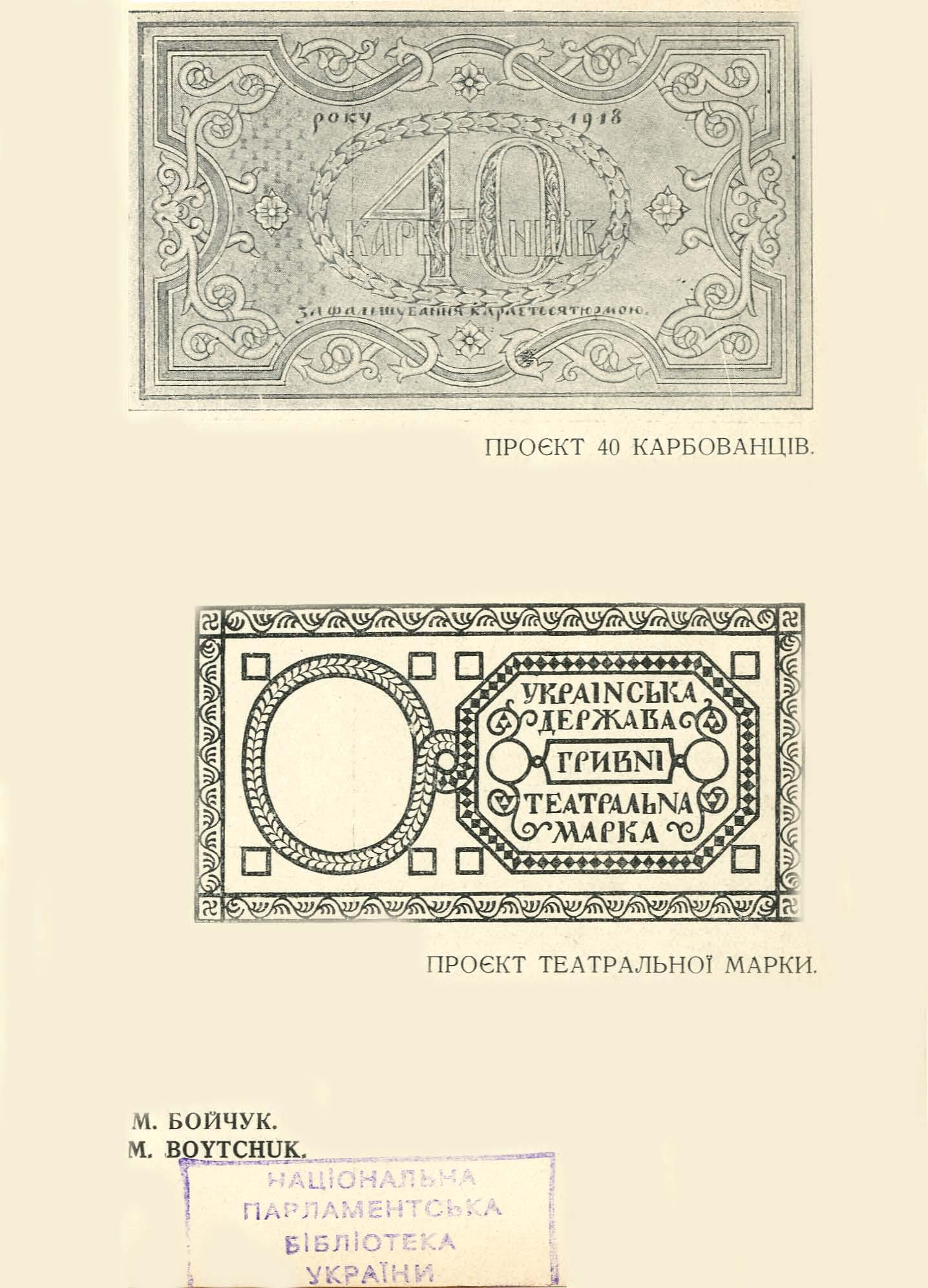
Проєкт банкноти та марки для Експедиції заготовок державних паперів

## Увічнення пам'яті
1991 року у Львові, Києві, Тернополі та інших містах проходила виставка «Бойчук і бойчукісти, бойчукізм».
1990 року засновано Тернопільську обласну мистецьку премію імені Михайла Бойчука.
1992 року в рідному селі Романівка братам Бойчукам встановлено пам'ятник (скульптор Борис Рудий).
У містах Київ, Коростень, Львів є вулиця Михайла Бойчука.
У місті Кропивницький провулок Шишкіна перейменували на провулок Михайла Бойчука.
У місті Дніпро вулицю Брюллова перейменували на вулицю Михайла Бойчука.
2000 року ім'я Михайла Бойчука надано Київському інституту декоративно-прикладного мистецтва й дизайну.
У 2020 році у рідному селі Романівка Теребовлянського району Тернопільської області, дім братів Бойчуків почали реставрувати волонтери за власні кошти.